# Framinghamia
Framinghamia és un gènere monotípic d'arnes de la família Crambidae descrit per Embrik Strand el 1920. La seva única espècie, Framinghamia helvalis, va ser descrita per Francis Walker el 1859. Es troba a Amèrica del Nord, on ha estat registrada des d'Alberta fins a New Brunswick, al sud de Utah, Texas i Florida. La localitat tipus és Framingham, Massachusetts.